# Црква Светог Архангела у Мушутишту
Црква Светог Архангела се налазила у Мушутишту, насељеном месту на територији општине Сува Река, на Косову и Метохији. Припадала је Епархији рашко-призренске Српске православне цркве.
Црква посвећена Светим Арханђелима се налазила у тзв. Црквеној махали села Мушутишта.

## Разарање цркве 1999. године
Храм је спаљен и делимично срушена након доласка немачких снага КФОР-а.